# Palacio de los Condes de Cervellón
El palacio de los Condes de Cervellón (en valenciano: Palau de Cervelló), sito en la plaza de Tetuán número 3 de la ciudad de Valencia (España), es un edificio de estilo neoclásico construido en el siglo XVIII. Está catalogado como Bien de Relevancia Local por la Generalidad Valenciana.

## Historia

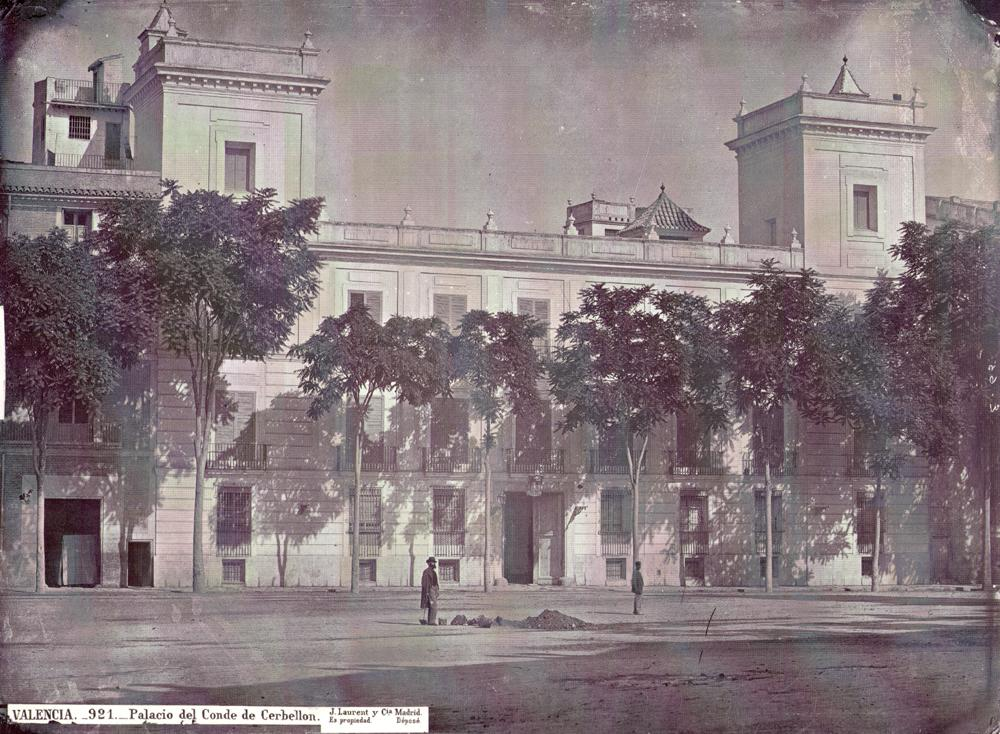
Fotografía del Palacio en 1870 tomada por J. Laurent

Originariamente era un palacete gótico que adquirió la familia Ponç de Castellví a mitad del siglo XVI y se situaba entre la Rambla Predicadores y la calle de la Xerea.
Antes de la Guerra de la Independencia los Personajes Ilustres que llegaban a Valencia se hospedaban en la Capitanía General, en el denominado Palacio Real. En agosto de 1811 con el invasor francés en las cercanías de la ciudad, la sede de la Capitanía General pasó a situarse en el palacio de los Condes de Cervelló. Poe ello el palacio fue ocupado por el Mariscal Suchet. La reina de su momento Mª Cristina, y posteriormente Isabel II también hicieron del palacio su hogar en diversas ocasiones, añadiendo capítulos importantes a su historia. A lo largo del siglo XIX, este palacio albergó a monarcas y personajes ilustres, que vivieron dentro de él eventos cruciales en la historia (muchos de estos momentos se pueden ver retratados en obras en la sala del museo de la planta baja).
Forma parte del entorno de la histórica plaza de Tetuán, frente al convento de Santo Domingo. Se trata de un edificio de singular importancia en la historia contemporánea de la ciudad ya que, cuando fue derribado el Palacio del Real en 1810, pasó a convertirse en la residencia oficial de los monarcas en sus visitas a la ciudad.
En 1814, por ejemplo, fue recibido en él Fernando VII, engalanándose al efecto con arcos de triunfo, alegorías y retratos del rey; en el palacio firmó el decreto que disolvía las Cortes y derogaba la Constitución de 1812; es decir, el Manifiesto de los Persas. Años más tarde, en 1840, su viuda María Cristina abdicó en él de la regencia.

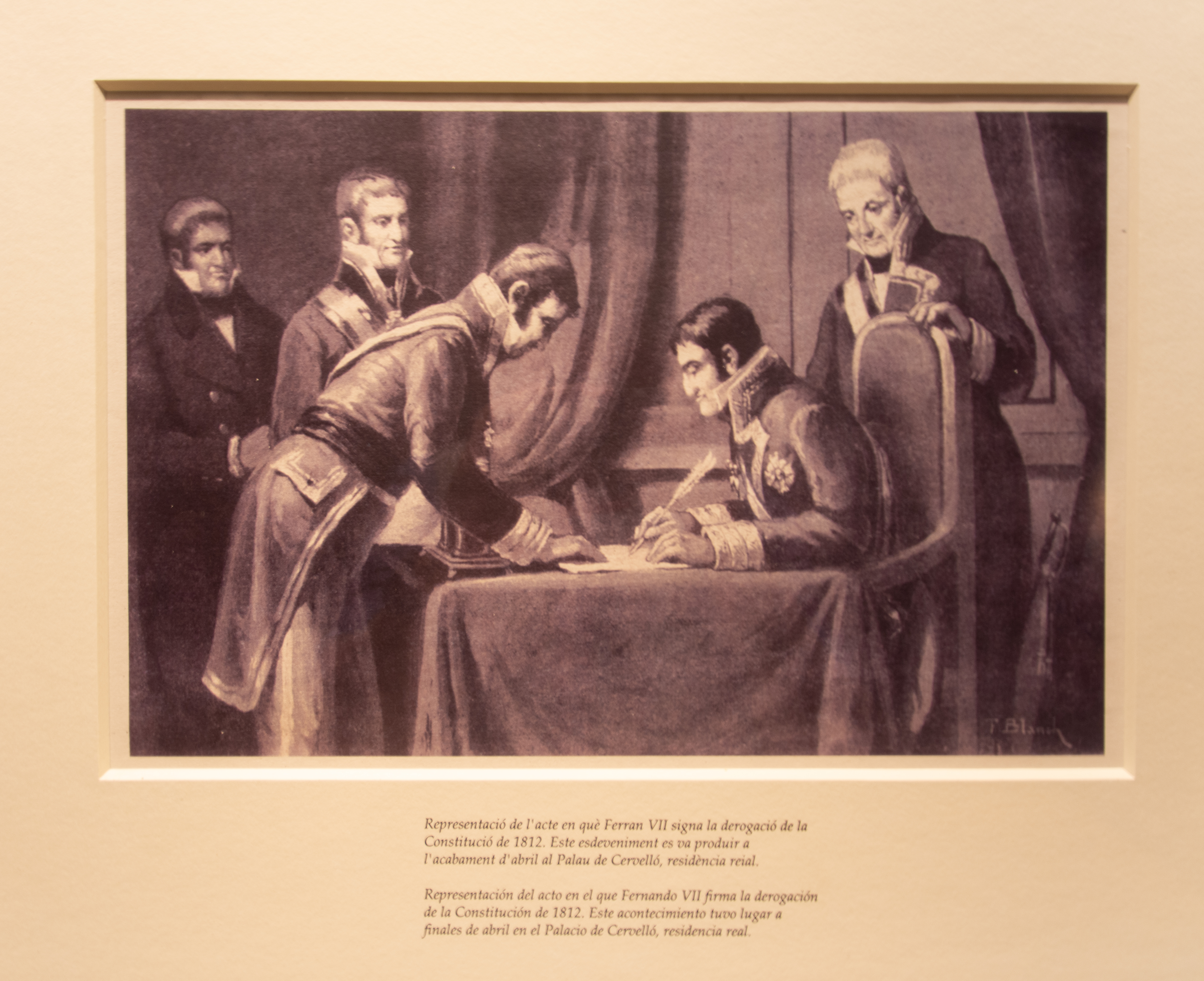
El rey de España Fernando VII firma la derogación de la Constitución española de 1812 en 1814

Del edificio original sólo se conserva la fachada, flanqueada por dos torres y dos pisos de balcones, así como el patio.
Durante el siglo XX, tras la guerra civil, el palacio fue alquilado como viviendas. Así en él hubo una carpintería, una entidad para jóvenes regida por los jesuitas, la Organización Juvenil Española, una academia y en la planta alta una pensión.
En 1976, fue declarado Monumento Histórico Artístico Provincial y pasó a ser propiedad del Ayuntamiento de Valencia.

## Descripción
El palacio tiene planta rectangular y presenta fachada trasera a la calle Poeta Liern, en esta parte había unas casas barrocas que quedaron incorporadas al palacio tras una reforma, desaparecidas en la actualidad.
El acceso se realizaba desde la plaza a través de una puerta adintelada de piedra. Un zaguán conducía al patio porticado con arcos rebajados del que arrancaba la escalera principal que comunicaba con la planta principal. Esta escalera estaba cubierta con una cúpula elíptica con linterna central. Las dependencias principales se disponían perpendiculares y paralelas a la fachada, entre ellas destacaba la Cámara de los Reyes decorada con pinturas al fresco de principios del siglo XIX. En 1905 Manuel Peris Ferrando realizó una escalera modernista en la zona exterior del patio con una marquesina y barandilla con estilizados motivos vegetales.
La fachada principal se debe a una reforma neoclásica. Está dividida en un cuerpo central de tres plantas y dos torres laterales de cuatro plantas. El espacio central está dividido verticalmente por seis vanos, el tercero de la izquierda sirve como acceso en la planta baja.
La planta baja presenta un zócalo de sillería sobre el que se abren ventanales rectangulares sobre un paramento con llagueado horizontal que en las torres laterales se prolonga hasta la primera planta. El piso principal y el superior están horadados por vanos rectangulares, de mayor tamaño los del principal, con rehundidos y aplacados en el paramento. El remate de este cuerpo central es una cornisa sobre la que se desarrolla un antepecho decorado con jarrones. Las torres presentan también el aplacado en los paramentos y remata en la parte superior con una cornisa sobre medallones con un antepecho decorado igual que el cuerpo central.

## Uso actual del edificio
Actualmente el edificio está dividido en diversas secciones para usos diferentes. En la planta baja del palacio el museo ofrece dos exposiciones principales. La primera llamada "El Palacio de Cervelló, Sede de Personajes Ilustres durante el Siglo XIX" presenta los acontecimientos históricos que marcaron al palacio. Entre las obras destacadas se encuentra la reproducción de un cuadro de Galvien, "Besamanos de Isabel II en el Palacio de Cervelló en el año 1858", que retrata a mujeres valencianas con trajes típicos y cestas con madejas de seda. La segunda exposición, "El Tesoro de la Memoria", ofrece una visión de los fondos del Archivo Municipal.
En la planta baja, se destacan elementos únicos como la "Taula de Canvis" y la letra de cambio más antigua del mundo.y en los pisos superiores se ubican actualmente el Archivo Municipal de València y la Biblioteca Municipal Serrano Morales. Además parte del palacio es un Museo visitable mostrando parte de sus estancias.
Antiguamente fue la sede de la Derecha Regional Valenciana en la década de 1930 hasta albergar al Partido Comunista de España en 1936, el palacio ha sido testigo de muchos episodios históricos. Después de la Guerra Civil, el palacio fue utilizado para diferentes fines, desde academias de estudios hasta ser una pensión llamada "La Vasca".